# Maria Anna Victòria de Bragança
Maria Anna Victòria de Bragança (Queluz, 15 de desembre de 1768 - San Lorenzo de El Escorial, 2 de novembre de 1788) va ser una infanta portuguesa.

## Biografia
Va néixer al Palau de Queluz el 15 de desembre de 1768. Va ser filla dels reis Maria I i de Pere III de Portugal.
Va casar-se amb l'infant espanyol Gabriel de Borbó, després de la signatura de l'acord que afectava la infanta Carlota i el príncep hereu de Portugal. El matrimoni va tenir tres fills. El matrimoni es va celebrar Lisboa el 12 d'abril i a Aranjuez el 23 de maig de 1785. Des del moment del matrimoni va esdevenir infanta d'Espanya.
Va morir a San Lorenzo de El Escorial el 2 de novembre de 1788 a causa de la verola, una malaltia que va afectar tota la família, i de la que només va sobreviure l'infant Pere Carles. De fet, el seu marit va morir només 21 dies després de la seva mort.

## Descendència
Amb l'infant Gabriel va tenir tres fills:
- Pere Carles (1786-1812)
- Maria Carlota (1787)
- Carles Josep Antoni (1788)